# 16.ª etapa do Tour de France de 2022
A 16.ª etapa do Tour de France de 2022 teve lugar a 19 de julho de 2022 entre Carcassona e Foix sobre um percurso de 178,5 km. O vencedor foi o canadiano Hugo Houle do Israel-Premier Tech e o dinamarquês Jonas Vingegaard conseguiu manter a liderança um dia mais.

## Classificação da etapa
| Carcassonne - Foix | média montanha | (178,5 km) |

| \| Classificação por etapas \| Classificação por etapas \| Classificação por etapas \| Classificação por etapas \| Classificação por etapas \| \| Ciclista \| Ciclista \| Equipe \| Tempo \| \| \| ------------------------ \| ------------------------ \| ------------------------ \| ------------------------ \| ------------------------ \| \| 1. \| Hugo Houle \| Israel-Premier Tech \| 4h23m47s \| \| \| 2. \| Valentin Madouas \| Groupama-FDJ \| + 1m10s \| \| \| 3. \| Michael Woods \| Israel-Premier Tech \| + 1m10s \| \| \| 4. \| Matteo Jorgenson \| Movistar Team \| + 1m12s \| \| \| 5. \| Michael Storer \| Groupama-FDJ \| + 1m25s \| \| \| 6. \| Aleksandr Vlasov \| Bora-Hansgrohe \| + 1m40s \| \| \| 7. \| Dylan Teuns \| Bahrain Victorious \| + 1m40s \| \| \| 8. \| Simon Geschke \| Cofidis \| + 2m11s \| \| \| 9. \| Mathieu Burgaudeau \| TotalEnergies \| + 5m04s \| \| \| 10. \| Damiano Caruso \| Bahrain Victorious \| + 5m04s \| \| |                    |                     |          |
| |                    |                     |          |
| Fonte: ProCyclingStats |                    |                     |          |
| Classificação por etapas |                    |                     |          |
| Ciclista | Ciclista           | Equipe              | Tempo    |
| 1. | Hugo Houle         | Israel-Premier Tech | 4h23m47s |
| 2. | Valentin Madouas   | Groupama-FDJ        | + 1m10s  |
| 3. | Michael Woods      | Israel-Premier Tech | + 1m10s  |
| 4. | Matteo Jorgenson   | Movistar Team       | + 1m12s  |
| 5. | Michael Storer     | Groupama-FDJ        | + 1m25s  |
| 6. | Aleksandr Vlasov   | Bora-Hansgrohe      | + 1m40s  |
| 7. | Dylan Teuns        | Bahrain Victorious  | + 1m40s  |
| 8. | Simon Geschke      | Cofidis             | + 2m11s  |
| 9. | Mathieu Burgaudeau | TotalEnergies       | + 5m04s  |
| 10. | Damiano Caruso     | Bahrain Victorious  | + 5m04s  |

## Classificações ao final da etapa

### Classificação geral(Maillot Jaune)
| \| Classificação geral \| Classificação geral \| Classificação geral \| Classificação geral \| Classificação geral \| \| Ciclista \| Ciclista \| Equipe \| Tempo \| \| \| ------------------- \| ------------------- \| ---------------------------------- \| ------------------- \| ------------------- \| \| 1. \| Jonas Vingegaard \| Jumbo-Visma \| 64h28m09s \| \| \| 2. \| Tadej Pogačar \| UAE Team Emirates \| + 2m22s \| \| \| 3. \| Geraint Thomas \| Ineos Grenadiers \| + 2m43s \| \| \| 4. \| Nairo Quintana \| Arkéa-Samsic \| + 4m15s \| \| \| 5. \| David Gaudu \| Groupama-FDJ \| + 4m24s \| \| \| 6. \| Adam Yates \| Ineos Grenadiers \| + 5m28s \| \| \| 7. \| Louis Meintjes \| Intermarché-Wanty-Gobert Matériaux \| + 5m46s \| \| \| 8. \| Aleksandr Vlasov \| Bora-Hansgrohe \| + 6m18s \| \| \| 9. \| Romain Bardet \| Team DSM \| + 6m37s \| \| \| 10. \| Thomas Pidcock \| Ineos Grenadiers \| + 10m11s \| \| |                  |                                    |           |
| |                  |                                    |           |
| Fonte: ProCyclingStats |                  |                                    |           |
| Classificação geral |                  |                                    |           |
| Ciclista | Ciclista         | Equipe                             | Tempo     |
| 1. | Jonas Vingegaard | Jumbo-Visma                        | 64h28m09s |
| 2. | Tadej Pogačar    | UAE Team Emirates                  | + 2m22s   |
| 3. | Geraint Thomas   | Ineos Grenadiers                   | + 2m43s   |
| 4. | Nairo Quintana   | Arkéa-Samsic                       | + 4m15s   |
| 5. | David Gaudu      | Groupama-FDJ                       | + 4m24s   |
| 6. | Adam Yates       | Ineos Grenadiers                   | + 5m28s   |
| 7. | Louis Meintjes   | Intermarché-Wanty-Gobert Matériaux | + 5m46s   |
| 8. | Aleksandr Vlasov | Bora-Hansgrohe                     | + 6m18s   |
| 9. | Romain Bardet    | Team DSM                           | + 6m37s   |
| 10. | Thomas Pidcock   | Ineos Grenadiers                   | + 10m11s  |

### Classificação por pontos(Maillot Vert)
| Classificação por pontos | Classificação por pontos | Classificação por pontos | Classificação por pontos | Classificação por pontos |
| Ciclista                 | Ciclista                 | Equipe                   | Pontos                   |                          |
| ------------------------ | ------------------------ | ------------------------ | ------------------------ | ------------------------ |
| 1.                       | Wout van Aert            | Jumbo-Visma              | 399 pts                  |                          |
| 2.                       | Tadej Pogačar            | UAE Team Emirates        | 182 pts                  |                          |
| 3.                       | Jasper Philipsen         | Alpecin-Deceuninck       | 176 pts                  |                          |
| 4.                       | Mads Pedersen            | Trek-Segafredo           | 158 pts                  |                          |
| 5.                       | Fabio Jakobsen           | Quick-Step Alpha Vinyl   | 155 pts                  |                          |
| 6.                       | Christophe Laporte       | Jumbo-Visma              | 121 pts                  |                          |
| 7.                       | Michael Matthews         | BikeExchange-Jayco       | 118 pts                  |                          |
| 8.                       | Peter Sagan              | TotalEnergies            | 104 pts                  |                          |
| 9.                       | Jonas Vingegaard         | Jumbo-Visma              | 98 pts                   |                          |
| 10.                      | Fred Wright              | Bahrain Victorious       | 83 pts                   |                          |

### Classificação da montanha(Maillot à Pois Rouges)
| Classificação da montanha | Classificação da montanha | Classificação da montanha          | Classificação da montanha | Classificação da montanha |
| Ciclista                  | Ciclista                  | Equipe                             | Pontos                    |                           |
| ------------------------- | ------------------------- | ---------------------------------- | ------------------------- | ------------------------- |
| 1.                        | Simon Geschke             | Cofidis                            | 58 pts                    |                           |
| 2.                        | Louis Meintjes            | Intermarché-Wanty-Gobert Matériaux | 39 pts                    |                           |
| 3.                        | Neilson Powless           | EF Education-EasyPost              | 37 pts                    |                           |
| 4.                        | Jonas Vingegaard          | Jumbo-Visma                        | 36 pts                    |                           |
| 5.                        | Giulio Ciccone            | Trek-Segafredo                     | 35 pts                    |                           |
| 6.                        | Pierre Latour             | TotalEnergies                      | 35 pts                    |                           |
| 7.                        | Thomas Pidcock            | Ineos Grenadiers                   | 28 pts                    |                           |
| 8.                        | Anthony Perez             | Cofidis                            | 26 pts                    |                           |
| 9.                        | Tadej Pogačar             | UAE Team Emirates                  | 26 pts                    |                           |
| 10.                       | Wout van Aert             | Jumbo-Visma                        | 25 pts                    |                           |

### Classificação do melhor jovem(Maillot Blanc)
| Classificação dos jovens | Classificação dos jovens | Classificação dos jovens           | Classificação dos jovens | Classificação dos jovens |
| Ciclista                 | Ciclista                 | Equipe                             | Tempo                    |                          |
| ------------------------ | ------------------------ | ---------------------------------- | ------------------------ | ------------------------ |
| 1.                       | Tadej Pogačar            | UAE Team Emirates                  | 64h30m31s                |                          |
| 2.                       | Thomas Pidcock           | Ineos Grenadiers                   | + 7m49s                  |                          |
| 3.                       | Matteo Jorgenson         | Movistar Team                      | + 54m00s                 |                          |
| 4.                       | Brandon McNulty          | UAE Team Emirates                  | + 57m43s                 |                          |
| 5.                       | Andreas Leknessund       | Team DSM                           | + 1h17m20s               |                          |
| 6.                       | Michael Storer           | Groupama-FDJ                       | + 1h18m33s               |                          |
| 7.                       | Kevin Geniets            | Groupama-FDJ                       | + 1h42m16s               |                          |
| 8.                       | Georg Zimmermann         | Intermarché-Wanty-Gobert Matériaux | + 1h52m25s               |                          |
| 9.                       | Fred Wright              | Bahrain Victorious                 | + 2h03m37s               |                          |
| 10.                      | Quinn Simmons            | Trek-Segafredo                     | + 2h17m48s               |                          |

### Classificação por equipas(Classement par Équipe)
| Classificação por equipes | Classificação por equipes | Classificação por equipes | Classificação por equipes |
| Equipe                    | Equipe                    | Tempo                     |                           |
| ------------------------- | ------------------------- | ------------------------- | ------------------------- |
| 1.                        | Ineos Grenadiers          | 193h17m10s                |                           |
| 2.                        | Groupama-FDJ              | + 28m51s                  |                           |
| 3.                        | Jumbo-Visma               | + 33m54s                  |                           |
| 4.                        | UAE Team Emirates         | + 1h11m28s                |                           |
| 5.                        | Bora-Hansgrohe            | + 1h20m13s                |                           |
| 6.                        | Movistar Team             | + 1h43m56s                |                           |
| 7.                        | Bahrain Victorious        | + 1h54m52s                |                           |
| 8.                        | Israel-Premier Tech       | + 2h24m33s                |                           |
| 9.                        | Arkéa-Samsic              | + 2h29m45s                |                           |
| 10.                       | Team DSM                  | + 2h37m31s                |                           |

## Abandonos
Jakob Fuglsang, depois de fracturar-se uma costilla durante a etapa anterior, Lennard Kämna, resfriado, e Aurélien Paret-Peintre, Mikaël Cherel e Max Walscheid, por positivo em COVID-19, não tomaram a saída. Por sua vez, Marc Soler chegou fora de controle.